# Chris Mepham
Christopher James Mepham, född 5 november 1997, är en walesisk fotbollsspelare som spelar för Bournemouth.

## Klubbkarriär
Den 22 januari 2019 värvades Mepham av Bournemouth. Den 30 augusti 2024 lånades han ut till Sunderland på ett säsongslån.

## Landslagskarriär
Mepham debuterade för Wales landslag den 22 mars 2018 i en 6–0-vinst över Kina, där han blev inbytt i den 70:e minuten mot Ben Davies.